# Clearwater (Minnesota)
Clearwater is een plaats, een city in de staat Minnesota in de Verenigde Staten. Clearwater valt bestuurlijk gezien onder Stearns County en Wright County. Clearwater werd in 1856 gesticht en naar de Clearwater River genoemd in de directe omgeving.

## Aardrijkskunde
De plaats heeft volgens het United States Census Bureau een oppervlakte van 3,3 km², waarvan 3,0 km² land en 0,3 km² oppervlaktewater. Clearwater ligt op ongeveer 290 m boven zeeniveau. Het aantal inwoners werd bij de volkstelling in 2000 vastgesteld op 858 en in 2006 door het United States Census Bureau op 1477 geschat, een stijging van 619 of 72,1%. Er waren 1922 inwoners volgens de volkstelling in 2020.
De onderstaande figuur toont nabijgelegen plaatsen in een straal van 20 km rond Clearwater.